# Joren Seldeslachts
Joren Seldeslachts (Lovanio, 16 agosto 1986) è un attore belga di etnia fiamminga.

## Biografia
Seldeslachts è nato a Lovanio il 16 agosto 1986.
Ha esordito come attore nel 1999 nel film Blinker.

## Filmografia

### Cinema
- Blinker, regia di Filip Van Neyghem (1999)
- Blinker en het Bagbag-juweel, regia di Filip Van Neyghem (2000)
- Blind, regia di Tamar van den Dop (2007)
- TBS, regia di Pieter Kuijpers (2008)
- Little Black Spiders, regia di Patrice Toye (2012)
- Tweesprong, regia di Wouter Bouvijn - cortometraggio (2012)
- Amias, regia di John Giordano - cortometraggio (2013)
- Follow, regia di vari registi (2013)
- Alles komt terug, regia di Eva Cools - cortometraggio (2014)
- Getekend, Lente, regia di Sacha Claes - cortometraggio (2014)
- Image, regia di Adil El Arbi e Bilall Fallah (2014)
- A Broken Man, regia di Julien Hayet-Kerknawi - cortometraggio (2015)
- Eefje Donkerblauw, regia di Charlie Dewulf - cortometraggio (2015)

### Televisione
- Wittekerke – serie TV, 4 episodi (2001)
- Flikken – serie TV, 1 episodio (2001)
- Familie – serie TV, 4 episodi (2002)
- Sedes & Belli – serie TV, 1 episodio (2003)
- F.C. De Kampioenen – serie TV, 5 episodi (2003-2007)
- Witse – serie TV, 1 episodio (2006)
- Code 37 – serie TV, 2 episodi (2009)
- Dubbelleven – serie TV, 12 episodi (2010-2011)
- Aspe – serie TV, 2 episodi (2012-2014)
- Zone stad – serie TV, 1 episodio (2013)
- The White Queen, regia di James Kent, Jamie Payne e Colin Teague – miniserie TV, 1 episodio (2013)
- In Vlaamse Velden – serie TV, 6 episodi (2014)
- Nieuw Texas – serie TV, 4 episodi (2015)
- Professor T. – serie TV, 1 episodio (2015)

## Premi e riconoscimenti
- 2018 - Feel The Reel International Film Festival
  - Miglior attore per Ménajeux-à-Trois

- 2018 - Maverick Movie Award
  - Candidatura al miglior attore per Ménajeux-à-Trois

- 2018 - Film Festival Oostende
  - Candidatura al miglior attore in una serie televisiva per Spitsbroers 2